# Aeroportul Basco
Aeroportul Basco (IATA: BSO, ICAO: RPUO) este un aeroport din Basco⁠(d), Batanes⁠(d), Cagayan Valley⁠(d), Filipine ce deservește zona Basco⁠(d). Aeroportul a fost tranzitat în 2022 de 29.919 pasageri. A fost numit după zona deservită.
Situat la o altitudine de 88 m, aeroportul dispune de o singură pistă. Este operat de Civil Aviation Authority of the Philippines⁠(d).